# Tubilla del Agua
Tubilla del Agua es un municipio y localidad española de la provincia de Burgos, en la comunidad autónoma de Castilla y León, comarca de Páramos, partido judicial de Burgos.

## Toponimia
El nombre del pueblo presenta los siguientes caracteres; según la terminología propia de este asunto, tal topónimo consta de dos términos genéricos que a su vez son términos descriptivos de dos nombres comunes. Designa dos elementos naturales que aluden a las características físicas que han generado el área geográfica donde se asienta el pueblo y al pueblo en sí; el primero es de carácter geológico: la toba y el segundo alude a una sustancia esencial de la Tierra en uno de los tres estados de la materia, el agua.
Por tanto, Tubilla del Agua describe y se refiere a la naturaleza. Es un geotopónimo.
La toponimia menor es tan descriptiva como la toponimia mayor. Así: la Nogalera, Val de Mantillo, Fuente Cerezo, Fuente la Trucha, Hontanares, Sorrivero, las Bárcenas, Laguna, Los Hoyos, Los Cantones, Peña Rubia, Cuevalegartos. peña socastillo, peña sacramente, trespeña...

## Geografía
Se encuentra situado en una zona de transición al sur de la Cordillera Cantábrica, subsector de páramos serranos.
El municipio tiene un área de 78,69 km² con una población de 128 habitantes (INE 2024) y una densidad de 1,63 hab/km².
Comprende las localidades de:
- Bañuelos del Rudrón
- Covanera
- San Felices de Rudrón con el barrio de Nápoles
- Tablada del Rudrón
- Tubilla del Agua

### Geomorfología
El municipio se enmarca en el Valle del Rudrón. Esta comarca se caracteriza por sus amplios páramos calizos cretácicos por los que discurren los profundos taludes que han excavado los ríos Ebro y Rudrón. Tubilla se emplaza a lo largo del curso del río Hornillo. Este río, que tiene su origen en una serie de surgencias bajo los paredones tobáceos de La Hornaceda, presenta un caudal estable a lo largo del año, a pesar de su corto recorrido. A lo largo de su recorrido el Hornillo atraviesa una serie de estructuras tobáceas cuaternarias sobre las que se asienta la población.

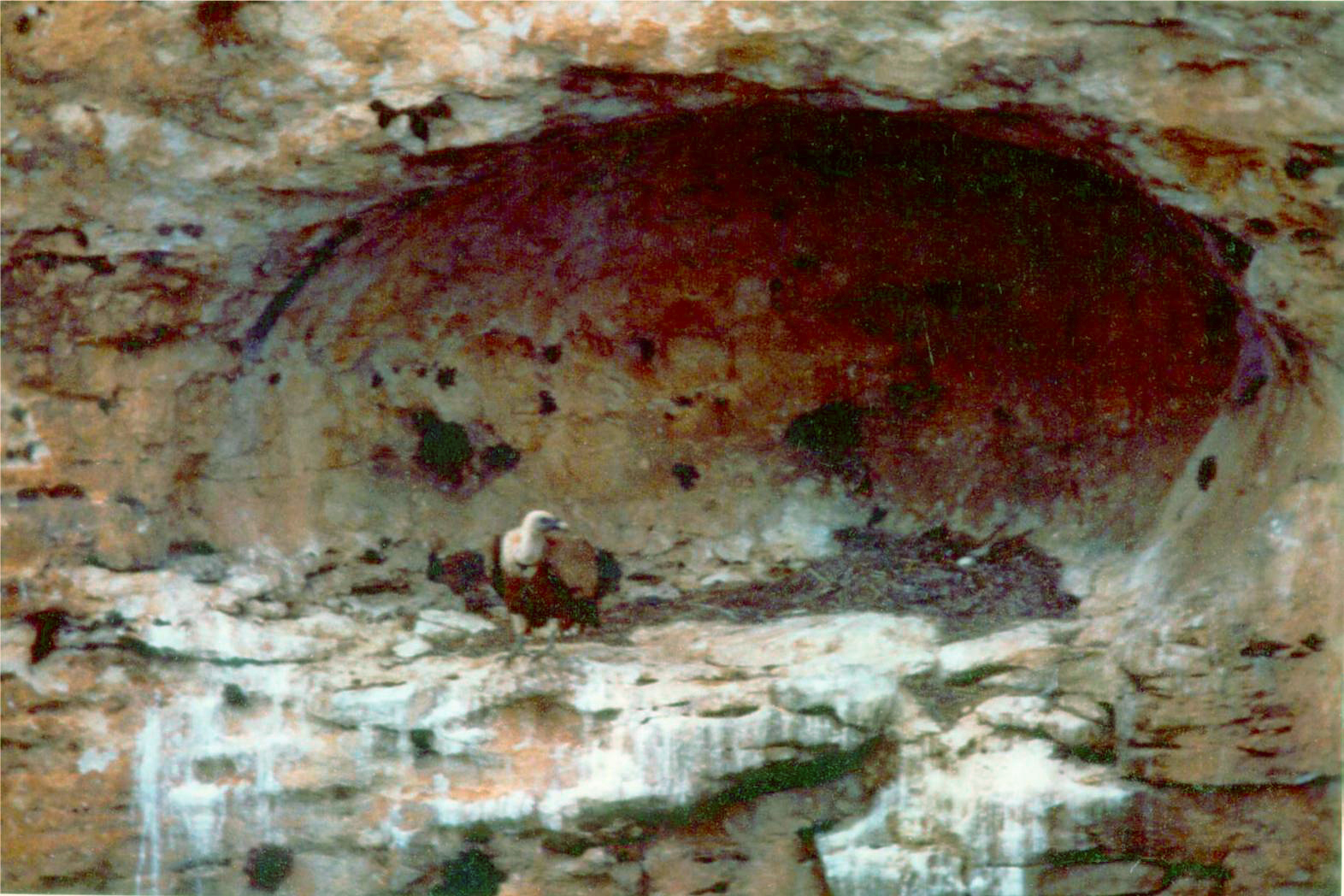
Buitre común. En el Valle del Rudrón es muy abundante.

Éstos depósitos tobáceos son originados en superficie por aguas ricas en carbonato cálcico disuelto. Las aguas de lluvia están poco mineralizadas y contienen muy baja cantidad de dióxido de carbono (CO2), pero al cruzar el suelo, esas aguas se cargan del CO2 producido por la actividad biológica de los vegetales y bacterias, y luego penetra en profundidad.
Así, el agua muy cargada en CO2 podrá disolver las rocas calcáreas del acuífero durante su trayecto subterráneo. Se lleva entonces con ella los iones calcio Ca2+ disueltos.
Al salir del subsuelo en fuentes, manantiales, o río es cuando el agua desgasifica el CO2, los iones calcio pueden precipitarse. Pasan de la fase disuelta en el agua a la fase cristalina al aire libre.Los pequeños cristales se depositan en forma de una corteza calcárea sobre los vegetales presentes en la fuente, manantial o río. Son principalmente los musgos, tallos o cualquier otro vegetal que sirven de apoyo. La superposición de esas capas sucesivas forma la roca llamada toba. Este proceso hidrológico se ve en la Fuentona.
Cuando el apoyo vegetal muere y desaparece, deja sitios vacíos, responsables del aspecto cavernoso de estas rocas.
Es la profusión de esta roca la que da nombre al pueblo y a muchos de sus parajes: la Tobaza, el Tobarón, las Tobas, fuente la Toba entre otros.

### Flora

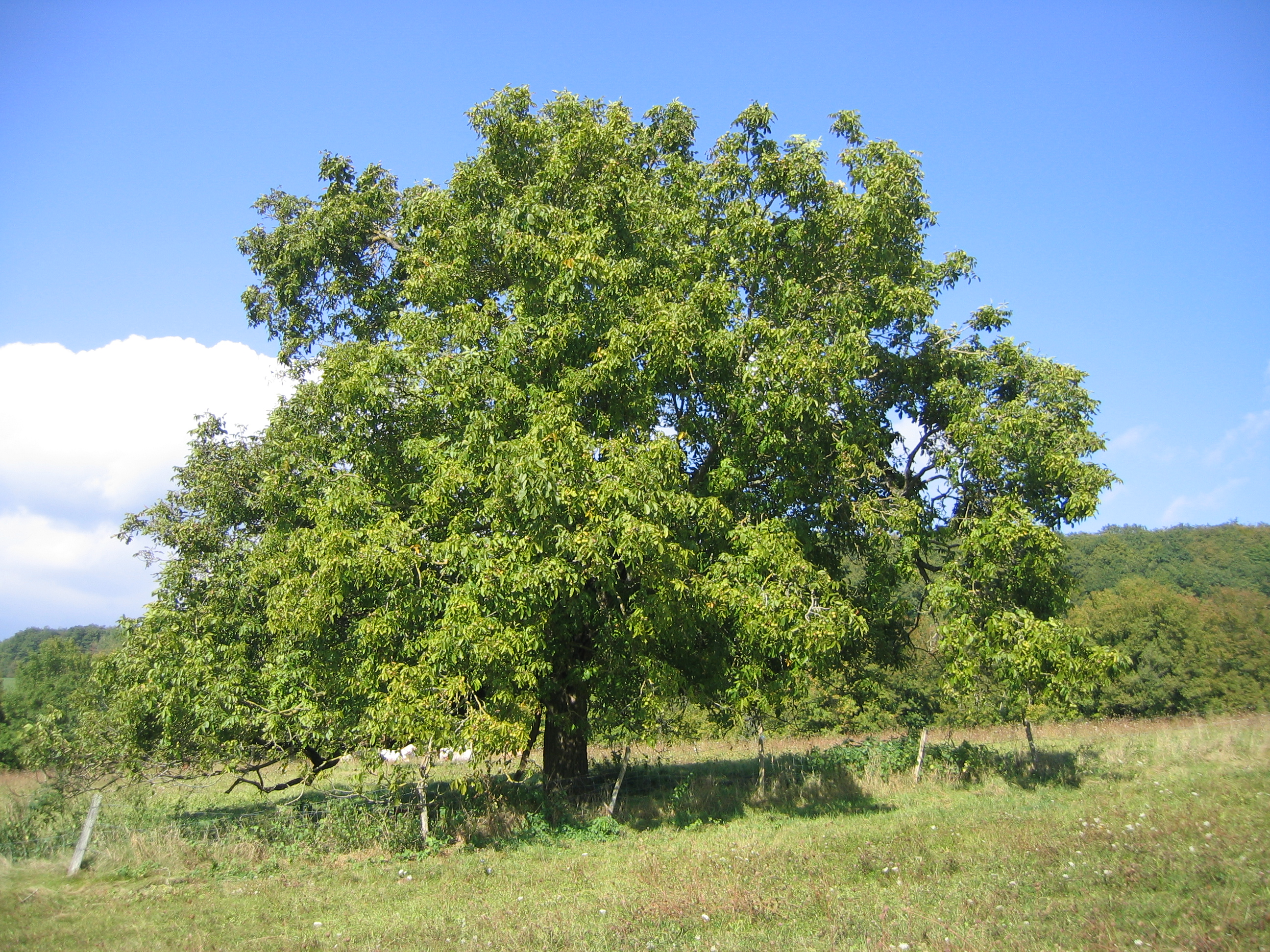
Nogal. En este pueblo existe el término “nogalera” aludiendo a su abundancia.

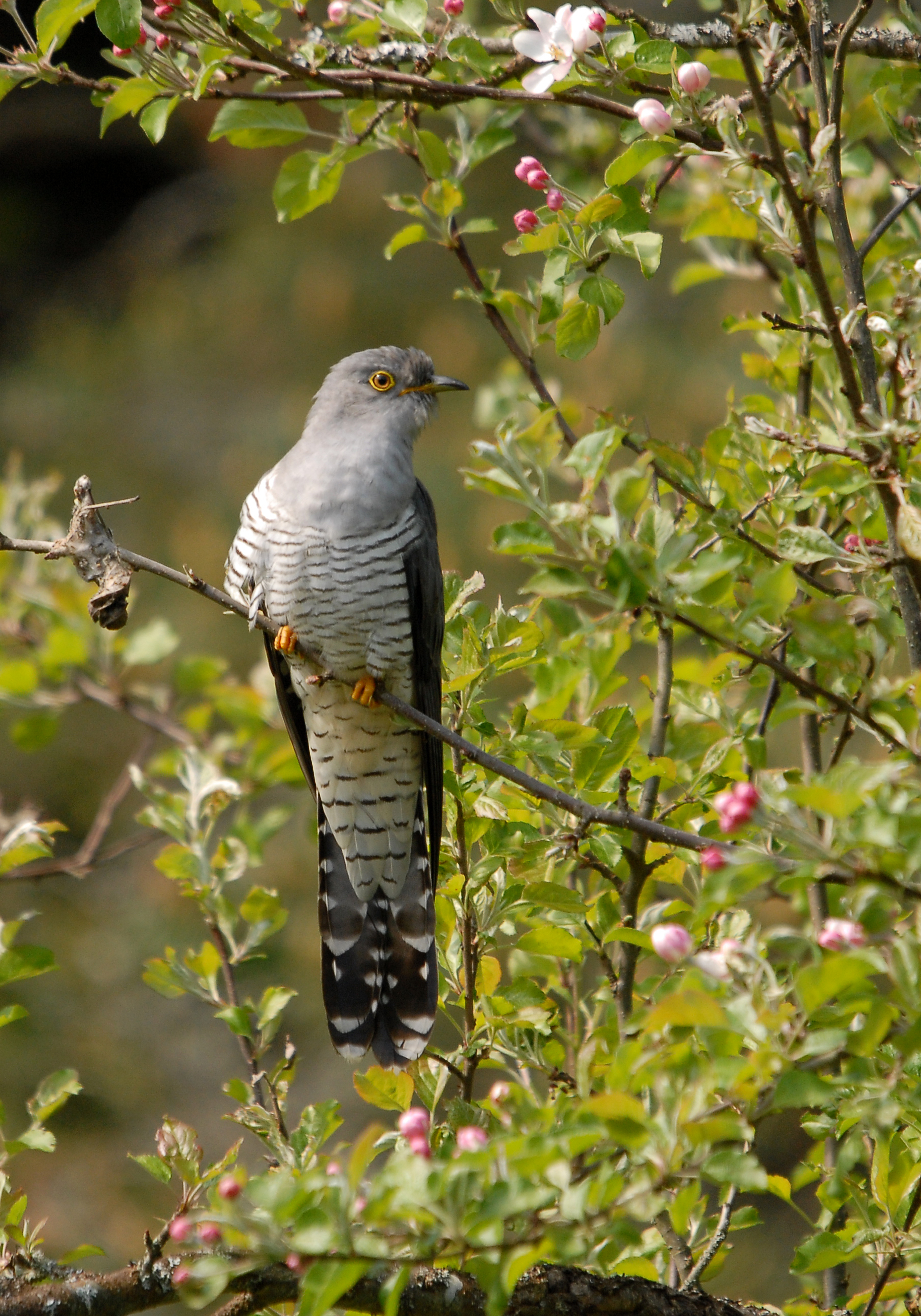
El pecu. Así se llama en el Valle del Rudrón al Cuculus canorus

La flora del lugar es la propia de la región biogeográfica mediterránea de clima continental y sustrato calizo. Sin embargo ésta se ve enriquecida con elementos de la cercana región biogeográfica eurosiberiana.
En el paisaje vegetal actual son manifiestos los efectos de los aprovechamientos agrícolas, ganaderos y forestales de los pasados siglos. La mayor parte del territorio lo constituyen tierras de labor y pastos abandonados hace décadas por lo que están sufriendo un proceso de colonización por parte de camefitas como Genista scorpius, Genista hispanica, Erica spp, Juniperus communis...
La cobertura arbórea se restringe a aquellos pagos no aptos para el cultivo que fueron reservados para el aprovechamiento de leñas en forma de monte bajo, los sotos a lo largo del Rudrón y el Hornillo y las repoblaciones de Pinus spp.
Las especies arbóreas principales son el quejigo (Quercus faginea) en Montellano y el haya (Fagus sylvatica) en las umbrías del valle de Valurcia. Junto a éstos, aparece una gran diversidad de árboles y arbustos acompañantes: Quercus ilex, Quercus petraea, Quercus pyrenaica, Populus nigra, Tilia platyphyllos, Viburnum tinus, Viburnum lantana, Frangula alnus, Ligustrum vulgare, Alnus glutinosa, Populus tremula, Sorbus aria, Sorbus intermedia, Pyrus communis, Corylus avellana, Crataegus monogyna, Prunus spinosa, Cornus sanguinea, Juniperus oxycedrus, Hedera helix...
También el bosque de ribera es muy característico tanto sea en el del río Rudrón como en el del Hornillo. Chopos, alisos y diversas especies de musgos son destacables.

### Fauna

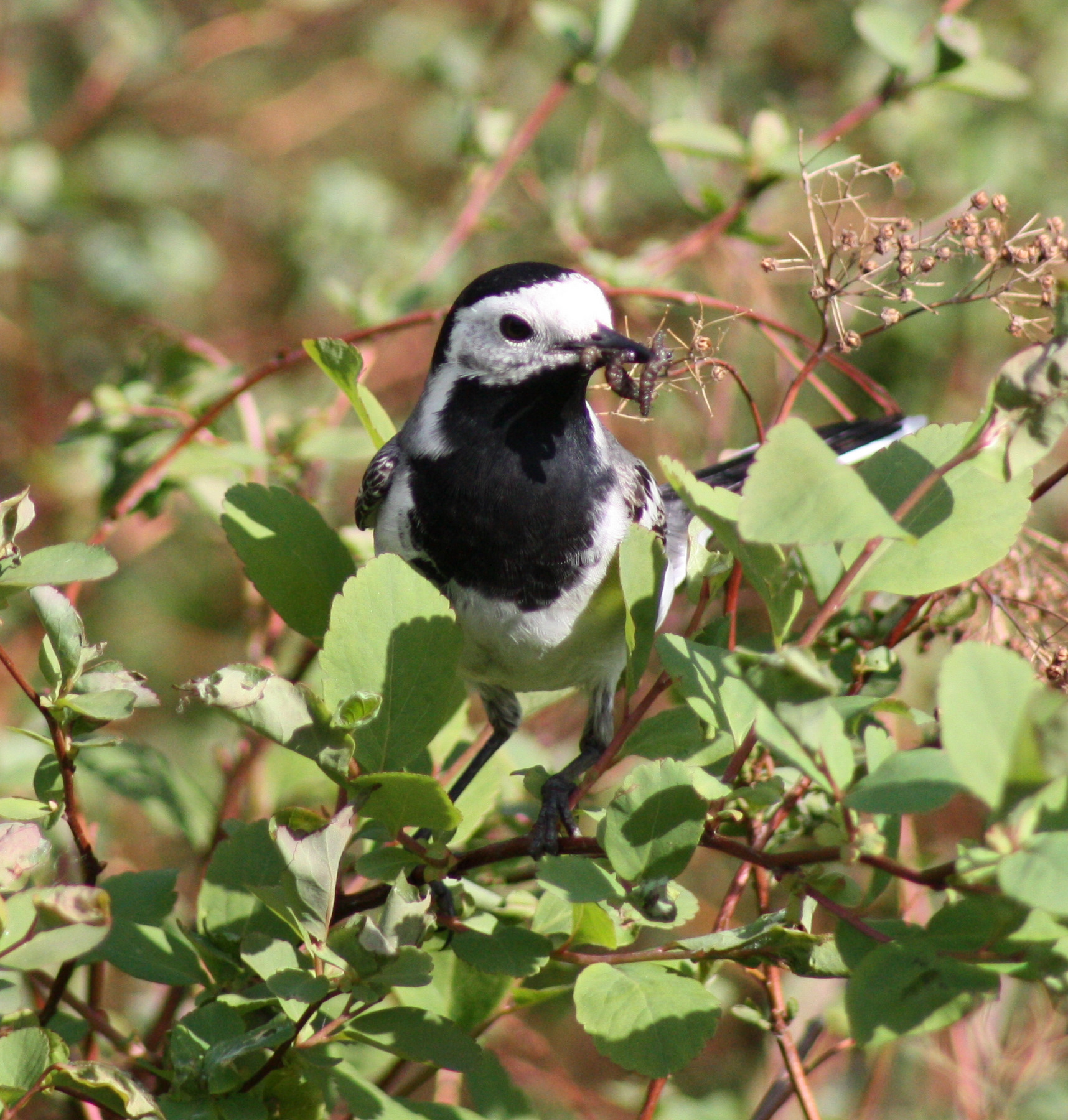
Lavandera blanca. En el Valle del Rudrón llamada “labradorcilla” al aprovechar los insectos bajo la tierra al arar los labradores.

En cuanto a la fauna, destaca la diversidad de rapaces. En los cantiles de Peña Rubia y Valurcia anidan especies amenazadas como el águila real, buitre leonado, halcón peregrino y alimoche.
En estos mismos cortados se citó también uno de los últimos nidos de quebrantahuesos en la provincia de Burgos.
Otras especies de rapaces pueden ser vistas fácilmente campeando por el territorio de Tubilla: águila perdicera, azor, cernícalo común, águila culebrera, aguilucho cenizo, gavilán, milano negro, búho real, búho chico, cárabo...
La comunidad de mamíferos la componen especies como el jabalí, corzo, garduña, nutria, gato montés, gineta, comadreja, tejón, conejo, lobo, zorro, rata de agua, erizo, desmán ibérico, ardilla, liebre...

### Carreteras
- El núcleo urbano es atravesado por la   N-623 , coloquialmente conocida como carretera de Santander.

- Hay otra carretera que es  BU-V-6431  denominada de Santa Coloma del Rudrón a Tubilla del Agua.[6]

Tal carretera se hizo en la década de los 30 del siglo XX. Se expropiaron una serie de terrenos de particulares para tal construcción. También se construyó un puente llamado “Puente Tablada” que es donde posteriormente se edificó el “Refugio”,  peculiar por su forma cónica, obra del maestro albañil Ángel Redondo(Ya fallecido).
Pasado el “Puente Tablada” tal carretera se superpuso a la milenaria vía de comunicación que era un camino vecinal por el que podían andar carros y yuntas desde la fundación de estos pueblos en la Alta Edad Media. Antiguamente tal camino seguía al río Rudrón hasta el Puente Santolaya que daba salida al barrio Abajo en Tubilla.

### Autobuses interurbanos
La compañía ALSA conecta el municipio con las localidades de su entorno y con las ciudades de Burgos y Santander.
| Noroeste: Tablada del Rudrón (Valle del Rudrón) | Norte: Lora (castro) (La Lora), Covanera (Valle del Rudrón) | Noreste: Campo Tubilla      |
| Oeste: Bañuelos del Rudrón (Valle del Rudrón)   |                                                             | Este: Campo Tubilla         |
| Suroeste: Fuente Urbel (El Tozo)                | Sur: Sanquince (Páramo de Masa)                             | Sureste: Mozuelos de Sedano |

## Historia
Las primeras evidencias de poblamiento cercanas a la localidad datan del Neolítico. En las parameras circundantes se localizan varios dólmenes que, junto con todos los demás existentes en la comarca de La Lora, forman parte de uno de los mayores conjuntos dolménicos de Europa.
Estos dólmenes constituían enterramientos colectivos que los habitantes de la zona utilizaban durante décadas. El esquema arquitectónico y funcional de estos megalitos responde, básicamente, a la variante conocida como sepulcro de corredor, que consta de una cámara circular o poligonal y un largo pasillo de acceso. La estructura interna se levanta con grandes lajas de piedra enhiestas protegidas por un amontonamiento exterior, el túmulo, de tierras y piedras.
No es hasta la Alta Edad Media que se tiene constancia de la existencia de la Localidad. Tubilla aparece citada por primera vez en el documento fundacional del cenobio de San Miguel, en 1052.
En el año 1160, doña Sancha regala al abad de Ibeas de Juarros varios lugares y bienes que posee, entre ellos habla de "Tovilla". No hay duda de que se trata de Tubilla del Agua ya que inmediatamente figuran San Felices y Covanera.
Según documentación de Las Huelgas, al año siguiente el mismo Prelado vende a este monasterio lo que había comprado anteriormente a la segunda Sancha y expresamente se cita "Toviella" (refiriéndose a Tubilla del Agua).
El Becerro de las Behetrías de Castilla, del año 1352, dice de este pueblo: "Toviella es lugar solariego de Fernando Rodríguez, filo de Fernando Rodríguez de Villalobos e de la orden de Santiago e de San Martín de Escalada. Pagan al rey servicios e monedas. Dan cada uno de infurción a su señor una fanega de cebada y media de trigo y una cántara de vino y quatro sueldos".
En la segunda mitad del siglo XV siguen apareciendo referencias de Tubilla del Agua. Así el notario Juan Fernández Delgado, primero cura en Tablada del Rudrón y después canónigo en San Martín de Escalada, incluye en su protocolo actos realizados en Tubilla entre 1475 y 1482. Se trata de ventas, nombramientos de procuradores y requerimiento de pago. En protocolo de 1476 habla del alcaide de Tubilla o jefe de su fortaleza y mayordomo en el Valle y Honor de Sedano por el conde de Cifuentes.
En 1480 el señor de Cifuentes vende el Valle y Honor de Sedano al marqués de Aguilar. Este nuevo personaje trató de llevar la capitalidad del Valle desde Sedano a Tubilla basado en que era más céntrico y contaba con fortaleza, edificio más apto para cárcel pero un pleito citado por lo comarcanos contra el proyecto acabó con sentencia real el 1487 señalando que Sedano fue cabeza de alfoz y no debía de moverse la horca y picota, atributos de su categoría.
Entre los papeles encontrados del Concejo cabe destacar el censo perpetuo a favor del marqués de Aguilar sobre los molinos que "están junto al lago de dicho lugar, baxo la puente del arco" contra el Concejo y que tiene fecha de 1496. Son varios los papeles que se refieren a pleitos sobre límites y amojonamientos con los pueblos vecinos (Nidáguila, Bañuelos del Rudrón, Sedano).
Por otro lado, en el Archivo Diocesano se guardan algunas actas de los visitadores canónicos en nombre del Prelado que aportan algunas noticias. El apeo episcopal de 1516 nos asegura que el obispo de Burgos tiene sobre Tubilla derecho a cobrar la tercera parte de diezmos y los clérigos pagan el porcentaje que les corresponde de dos procuraciones de sesenta reales de plata a repartir ente la clerecía del arciprestazgo y Covanera, al que pertenece Tubilla del Agua.
El Catastro del Marqués de la Ensenada del año 1752 que ordenó realizar Zenón de Somodevilla, marqués de la Ensenada, refleja ciertos datos de interés sobre esta localidad. Indica que el pueblo era rico en nogales, manzanos, perales, olmos, cereales etc. En materia de diezmos tres novenos cobraba el arzobispo de Burgos, otros tres pertenecían a los curas, uno a las parroquias y los dos restantes en el caso de San Miguel iban al convento de Santa Fe de Toledo y los de Santa María y San Juan al marqués de Miravel cuyo derecho adquirió por herencia del marqués de Aguilar quien los compró a Felipe II adelantándoles dineros para hacer frente a la deuda del estado.

### Segunda República
Las ideologías republicanas progresistas o izquierdistas estaban muy presentes en este pueblo y en el conjunto municipal. No en vano Tubilla del Agua junto con Escalada y Arija fue uno de los tres únicos municipios, al noroeste de esta provincia, donde ganó el Frente Popular en las elecciones de febrero de 1936. Las consecuencias no se hicieron esperar pocos meses después. Hubo una lista de 17 personas para ser asesinadas por el bando sublevado contra la República durante La Guerra (1936-1939). Ante tal perspectiva unos optaron por huir atravesando La Lora  y pasar al bando gubernamental al otro lado del frente en Valderredible; otros de los que no huyeron fueron asesinados  en los meses venideros. 
| C | Lugar          | Fecha      | Apellidos y nombre             | Edad | Natural          | Domiciliado      | Profesión                   | Estado civil |                   |
| - | -------------- | ---------- | ------------------------------ | ---- | ---------------- | ---------------- | --------------------------- | ------------ | ----------------- |
| P | Prisión Burgos | 06/09/1936 | Bañuelos Terán, Fermín         | 58   | Tubilla del Agua | Tubilla del Agua | Secretario del Ayuntamiento | C            | Bandera de España |
| P | N/c            | N/c        | Báscones Báscones, Timoteo     | 31   | Tubilla del Agua | Tubilla del Agua | Labrador                    | V            | Bandera de España |
| P | N/c            | N/c        | Huidobro Santamaría, Francisco | 67   | Tubilla del Agua | Tubilla del Agua | Labrador                    | V            | Bandera de España |
| P | K.13           | N/c        | Uriona, Felipe                 | N/c  | Tubilla del Agua | Tubilla del Agua | Peón caminero               | C            | Bandera de España |

### Emigración
Previo al plan de Estabilización de los años 50 los habitantes de este pueblo y resto de pueblos del Valle del Rudrón empezaron a emigrar de modo masivo.
La emigración ya se había producido en otros periodos anteriores como a finales del siglo XIX y principios del XX hacia América. Descendientes de aquí hay en Arizona y California. Después otros fueron a Argentina, Cuba y Australia.
Pero la emigración tras La Guerra fue una emigración interior sobre todo a provincias del norte. Donde más se fueron fue a Vizcaya, Guipúzcoa, Asturias y Santander.
En los años 60 a la cabeza provincial aprovechando el polígono de promoción industrial.
En esa misma década con el descubrimiento de petróleo en La Lora otras personas estuvieron trabajando en compañías como Halliburton, Amospain (subsidiaria de Standard Oil y Texaco), Schlumberger o la Compagnie Générale de Géophysique que tenía su base logística en Tubilla. Desde aquí se hacían los preparativos para las diferentes prospecciones tanto en La Lora, El Tozo, Páramo de Masa como en zonas más lejanas como por ejemplo Aguilar de Campoo. Esto paralizó momentáneamente la emigración pero al no generarse otras promociones, muchos de estos empleos no duraron demasiados años.
Por otra parte las iniciativas locales como las numerosas granjas avícolas o de porcino o incluso empresas de transporte fueron consolidándose pero cuando han ido jubilándose los que las regentaban han ido desapareciendo.
Paralelo a lo anterior, fue desapareciendo poco a poco el modo de producción que había sustentado a estos pueblos durante más de 1000 años: la agricultura y la ganadería de pequeños propietarios. Se llegó al extremo de prohibir la posibilidad de vender y comercializar las pequeñas producciones que se hacían a nivel local, como por ejemplo el queso.

## Monumentos y lugares de interés
Tubilla posee un amplio patrimonio, en el que destaca su arquitectura religiosa.

### Iglesia de Santa María

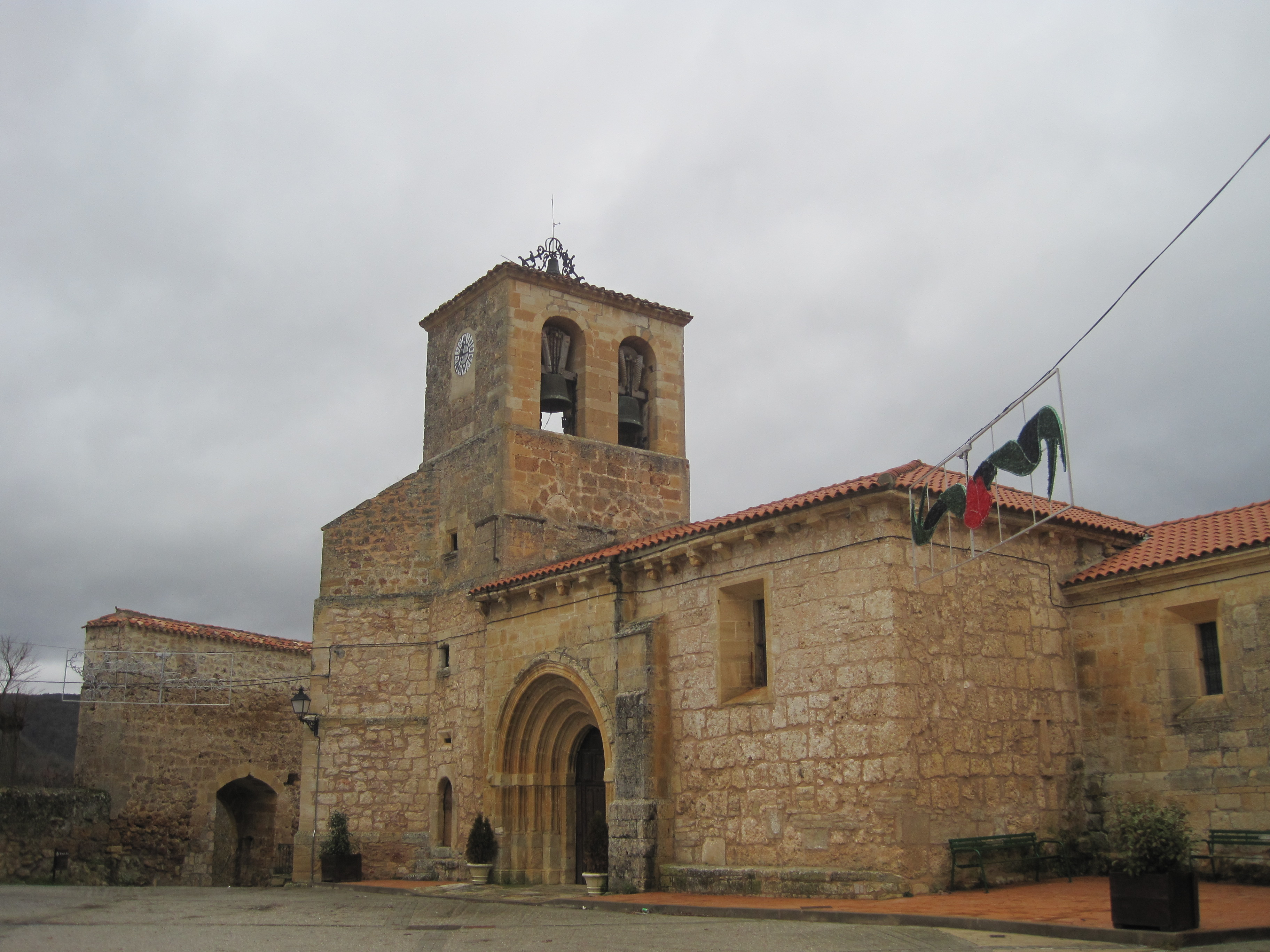
Iglesia de Santa María

Situada en la plaza.

### Arco
Se trata de uno de los accesos medievales a la villa que se ha conservado hasta nuestros días.

### Iglesia de San Juan
Situada en el barrio Abajo. En su entorno se conservan algunas construcciones seculares, como la casa de los Bocanegra.
La iglesia es de la plena Edad Media. De indudable interés pero en estado ruinoso por la desidia de las instituciones públicas y privadas.  En torno a ella se ha conservado hasta principios de este siglo la casa anexa a tal iglesia hoy desaparecida.

### IglesiaLa Vieja San Miguel
Románica. Se conserva prácticamente en ruinas, después de sufrir varios expolios.
Relatemos esos expolios.

Pues bien, el siguiente paso en esta crónica es un recibo que data de 1968, emitido por el arzobispado de Burgos a favor de un anticuario de Reinosa:
“He recibido de don Aurelio Ruiz Hoyos la cantidad de doscientas cincuenta mil pesetas en efectivo y cincuenta mil en un cheque, como precio de una torre en Tubilla del Agua, las cuales serán destinadas a reconstruir la Iglesia Parroquial que se encuentra en estado semi-ruinoso en dicho pueblo. Burgos, 10 de mayo, 1968. Firmado Don Buenaventura Díez Díez. Vicario General”.

La transacción consistía tan solo en la torre, pero en realidad el comprador se apropió de todo cuanto de valor había en el templo dejándolo en el estado en el que se encuentra actualmente, y el Arzobispado consintió en ello.

El coleccionista Frederic Marès, nombre que suscita tenebrosos pensamientos en cualquiera que ame el patrimonio castellano, adquirió los derechos del anticuario cántabro cuando, con sólo leer entre líneas, es más que evidente que el anticuario actuaba desde el principio por mandato del catalán.

Marés apareció por Tubilla con un técnico en arte para asegurarse del correcto traslado de la verdadera joya de la iglesia, de mucho más valor que la evocadora imagen de "La vieja"... Se trataba nada menos que de unos frescos románicos en excelente estado de conservación, que había adquirido a precio de saldo (aún más, se llevaba "de gorra").

Falta citar al cura del desfalco: José Luis Gutiérrez Hurtado. El arzobispo de la Archidiócesis de Burgos Segundo García de Sierra y Méndez dio el plácet.

### Parroquia
- Párroco: Maximiano Barriuso Vicario (enlace roto disponible en Internet Archive; véase el historial, la primera versión y la última).

## Tubillanos ilustres
- Plácido Bañuelos Terán. Doctor en medicina desarrolló su trabajo en la ciudad de Huelva.[12] En esa ciudad tiene dedicada una calle céntrica. Cuando escribía artículos de opinión en periódicos firmando con el seudónimo de Pebetero (PBT= Plácido Bañuelos Terán). Hasta los años finales de su vida venía a veranear a Tubilla del Agua.

## Demografía
Tubilla del Agua cuenta con una población de 128 habitantes (INE 2024).
| Gráfica de evolución demográfica de Tubilla del Agua entre 1842 y 2021 |
| |
| Población de derecho según los censos de población del INE. Población de hecho según los censos de población del INE.Entre el censo de 1857 y el anterior, crece el término del municipio porque incorpora a Covanera y San Felices. Entre el censo de 1930 y el anterior, crece el término del municipio porque incorpora a Tablada de Rudrón. |

| 1991 | 1996 | 1998 | 2000 | 2001 | 2004 | 2006 | 2009 | 2010 | 2011 |
| ---- | ---- | ---- | ---- | ---- | ---- | ---- | ---- | ---- | ---- |
| 166  | 168  | 159  | 209  | 178  | 209  | 189  | 176  | 173  | 179  |

En 1845 se hizo una reorganización municipal. En el municipio se integraron los concejos de Covanera,  San Felices del Rudrón  y Tubilla. Bañuelos del Rudrón y Tablada del Rudrón se mantuvieron hasta 1923 en que Bañuelos se unió a Tablada y ambos a Tubilla en 1926.